# 垂死偵探探案
《垂死偵探探案》（英語：The Adventure of the Dying Detective）是柯南·道爾所著的福爾摩斯探案的56個短篇故事之一，收錄於《最後致意》。

## 故事簡介
故事發生在華生搬離貝克街221B號後。一天，房東太太哈德森太太前往找華生，指福爾摩斯病危，已經三天沒有進食。於是華生趕緊前往探訪福爾摩斯，但福爾摩斯拒絕讓華生接近，又拒絕他的治療，只說自己患上了來自東方的傳染病。隔了一段時間，福爾摩斯要求華生替他找一位農夫回來，說這位農夫精通這種傳染病。這位農夫到達後，以為福爾摩斯快病死，於是承認曾以類似沙士的傳染病殺死自己姪子，原來這只是一場設計讓農夫自白的陷阱，連華生都被蒙在鼓裡。

## 改編作品
- 1921年無聲短片《垂死偵探（英语：The Dying Detective (film)）》[1]。
- 電視劇第四季第二集《撒謊的偵探》[2]。